# Veřejná zeleň

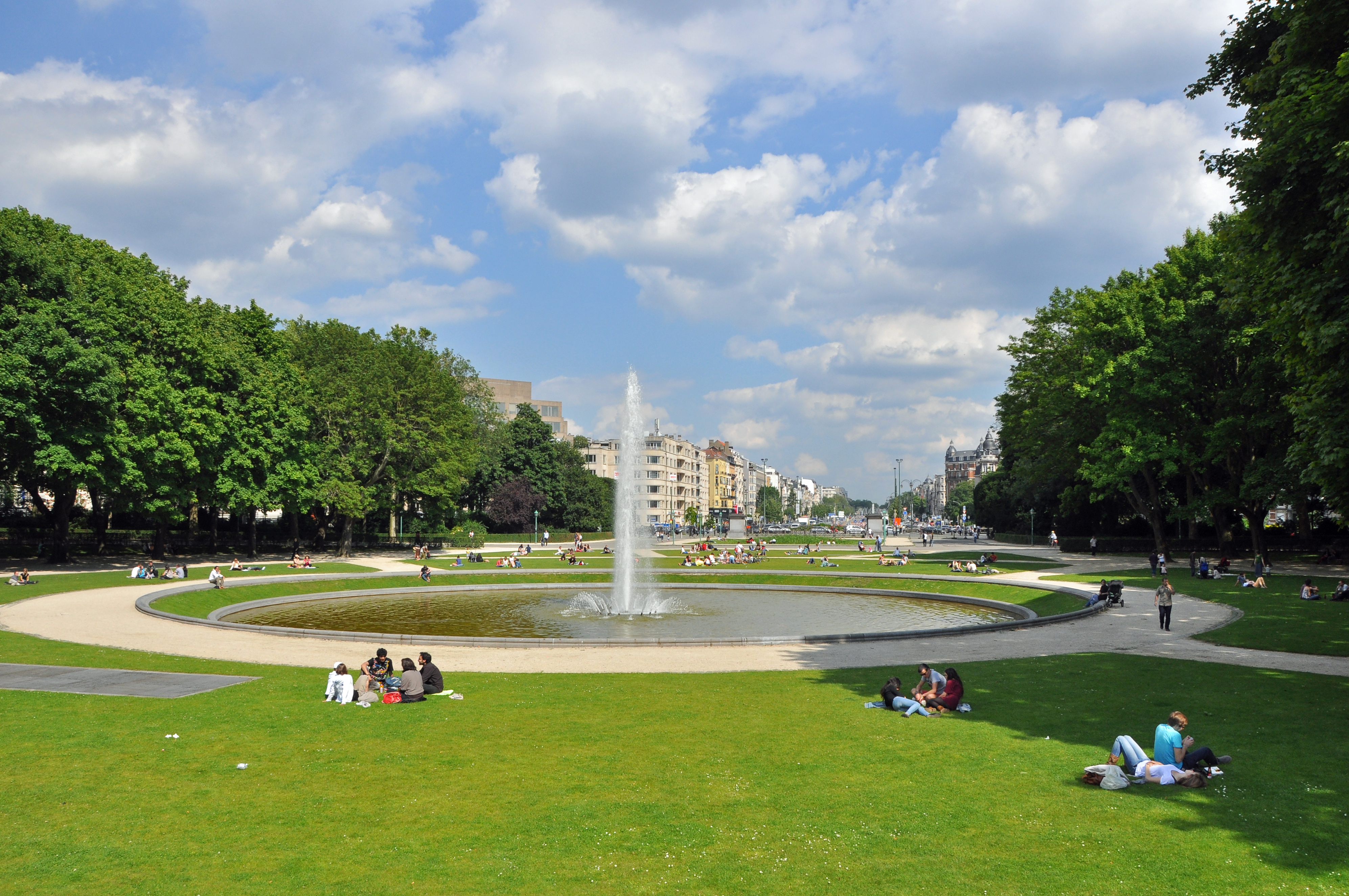
Park Milénia v Bruselu

Veřejná zeleň je souhrn všech volně rostoucích a veřejně přístupných zelených rostlin. Jedná se o důležitý architektonický a krajinný prvek s velmi významnými ekologickými funkcemi. Doplňkem veřejné zeleně je zeleň neveřejná, respektive privátní či soukromá.

## Extravilán
Mimo zastavěný prostor vesnic, obcí, městysů a měst se v extravilánu jedná obvykle o rozsáhlé plochy lesů, hájů, zahrad, sadů, luk, mokřadů, polí i volně rostoucí solitérní nebo hospodářsky nevyužívané zeleně. Tento typ zeleně má kromě svých primárních hospodářských a ekologických funkcí také výrazné funkce rekreační, zdravotní, krajinotvorné, půdoochranné, vodohospodářské, estické i okrasné.

## Intravilán
Uvnitř zastavěných ploch všech lidských sídel se k výše uvedeným funkcím přidružují i další posílené funkce zdravotní, rekreační a estetické. Každá zeleň má kromě toho také vliv na čistotu ovzduší a mikroklima, neboť snižuje prašnost a zvyšuje vlhkost vzduchu. Dále působí jako tlumič nadměrného hluku, protože snižuje přílišnou hlučnost, která je uvnitř lidských sídel nejčastěji způsobena různými dopravními a mechanizačními prostředky.

### Formy
Veřejná zeleň v intravilánu obcí může mít velmi mnoho podob. Může se jednat o parky, zahrady, sady, lesoparky, aleje, stromořadí, trávníky a záhony, případně květinové mísy. Zeleň může být upravena podle pravidel sadovnické tvorby, může tvořit souvislé porosty či menší skupiny rostlin nebo se také může jednat o zeleň rozptýlenou a solitérní (například o solitérně rostoucí keře a stromy, zelené pásy podél cest i o květinové koše a mísy).

## Funkce veřejné zeleně
- zlepšení kvality vzduchu (zejména ve městech)
  - vázání oxidu uhličitého, produkce kyslíku
  - zachytávání prachu, smogu, …
- částečně i absorpce hluku
- zastínění
- estetická funkce
- korekce teplotních výkyvů (viz městské tepelné ostrovy)

## Údržba zeleně
Každá zeleň potřebuje svoji periodickou a pravidelnou údržbu, která je dána především biologickou podstatou života rostlin. Uplatňuji se zde výrazné sezónní vlivy (kupříkladu: na jaře se musí více kosit trávníky, udržovat záhony a květinové mísy, v létě zavlažovat, na podzim je obvykle nutné odklízet spadané listí apod.).